# Frank Soskice
Frank Soskice, baron Stow Hill (ur. 23 lipca 1902, zm. 1 stycznia 1979) – brytyjski prawnik i polityk, członek Partii Pracy, minister w pierwszym rządzie Harolda Wilsona.
Wykształcenie odebrał w St Paul’s School w Londynie oraz w Balliol College na Uniwersytecie Oksfordzkim. Studiował prawo i w 1926 r. został powołany do korporacji prawniczej Inner Temple. Walczył podczas II wojny światowej. W 1945 r. został wybrany do Izby Gmin jako reprezentant okręgu Birkenhead East. W latach 1950–1955 reprezentował okręg wyborczy Sheffield Neepsend, a następnie od 1956 r. okręg Newport, Monmouthshire.
W 1945 r. otrzymał stanowisko Radcy Generalnego Anglii i Walii w administracji Attleego. Przez krótki czas był również brytyjskim delegatem do Zgromadzenia Ogólnego ONZ. W kwietniu 1951 r. został na krótko prokuratorem generalnym. Utrzymał się na tym stanowisku do porażki partii pracy w wyborach tego roku. W 1952 r. został członkiem gabinetu cieni. Od 1963 r. był w nim ministrem spraw wewnętrznych.
Po powrocie Partii Pracy do władzy w 1964 r. Soskice został ministrem spraw wewnętrznych. Z powodu słabego stanu zdrowia nie był w stanie należycie wypełniać swoich obowiązków i w grudniu 1965 r. został Lordem Tajnej Pieczęci. Za czasów jego urzędowania w Home Office zniesiono w Wielkiej Brytanii karę śmieri. Soskice zrezygnował ze stanowisko rządowych oraz mandatu parlamentarnego w 1966 r. Został kreowany parem dożywotnim jako baron Stow Hill i zasiadł w Izbie Lordów. Zmarł w 1979 r.